# Waldemme
Die Waldemme ist der 23,5 Kilometer lange rechte Quellfluss der Kleinen Emme in den Schweizer Kantonen Obwalden und Luzern. Sie entspringt in der Gemeinde Giswil und fliesst in Schüpfheim mit der Weissemme zusammen.

## Namen
Der Fluss wird 1406 erstmals als Waldemmen erwähnt. Es folgten die Erwähnungen Emmenn und Emmen 1433, Wald Emmen 1596, um 1600, 1608, 1642 und 1644, Waldt Emmen 1652, Wald Emen 1678 und 1687, erneut Wald Emmen 1684, 1688, 1699 und 1706, Waldemmen 1782, Waldemen 1801 und Waldemme 1807.

## Geographie

### Verlauf
Die Waldemme entspringt im äussersten Südwesten des Kantons Obwalden als Chruterenbach oberhalb Heidenboden auf 1937 m ü. M. zwischen Stellenen (1910 m ü. M.) im Westen und Mändli (2059 m ü. M.) im Osten. Oftmals wird auch die unterhalb des Brienzer Rothorns auf rund 1465 m ü. M. gelegene Quelle Emmensprung als Ursprung der Waldemme angesehen.
Sie fliesst anfangs kurz nach Norden, dann nach Westen, wo sie nach rund 5 Kilometern von links das Wasser des Emmensprungs aufnimmt. Sie wendet sich nach Nordwesten und durchfliesst den offenen Kessel des Marientals, in dem der Fremdenverkehrsort Sörenberg liegt. Unterhalb von Sörenberg gräbt sich die Waldemme in den Flysch östlich der Schrattenfluh ein und wendet sich dabei nach Norden. Bei Flühli durchfliesst sie einen weiteren Talkessel, durchbricht kurz darauf in der Lammschlucht die Bergkette der subalpinen Molasse, um dann in die Region des Entlebuchs hinauszutreten.
Hier fliesst sie bei Bad auf 727 m ü. M. mit der nur 9,1 km langen Weissemme zur Kleinen Emme zusammen.

### Einzugsgebiet
Das 115,09 km² grosse Einzugsgebiet der Waldemme liegt in den Emmentaler Alpen und wird durch sie über die Kleine Emme, die Reuss, die Aare und den Rhein zur Nordsee entwässert.
Es besteht zu 43 % aus Landwirtschaftsfläche, zu 40,6 % aus bestockte Flächen, zu 13,3 % aus unproduktive Flächen und zu 2,1 % aus Siedlungsflächen sowie zu 0,9 % aus Gewässerflächen.
Die Flächenverteilung
Der höchste Punkt des Einzugsgebiets wird mit 2345 m ü. M. am Brienzer Rothorn erreicht, die durchschnittliche Höhe beträgt 1391 m ü. M., und der mittlere Jahresniederschlag liegt bei 1784,756 mm am Unterlauf bis 1977,427 mm am Oberlauf.

### Zuflüsse
Grössere Zuflüsse sind der Südelbach mit 8,7 km von links und der Rotbach mit 10,3 km von rechts.
| Name                 | GKZ      | Lage   | Länge in km | EZG in km² | MQ in m³/s | Mündung Koordinaten                                             | Mündungshöhe in m | Bemerkungen                                                                               |
| -------------------- | -------- | ------ | ----------- | ---------- | ---------- | --------------------------------------------------------------- | ----------------- | ----------------------------------------------------------------------------------------- |
| Arnibach             | OW270655 | links0 | 002,5000    | 0003,230   |            | unterhalb Alp Arnischwand, Giswil                               | 1331,500000       |                                                                                           |
| Witigraben           | OW270652 | rechts | 001,8000    |            |            | bei Emmen, Giswil                                               | 1289,600000       |                                                                                           |
| Namenloser Bach      | CH012522 | links0 | 001,0000    | 0001,770   |            | bei Schönenboden, Gemeindegrenze zwischen Giswil und Flühli     | 1241,700000       | Bach entwässert die Emmensprung-Quelle, die auch als Ursprung der Waldemme angesehen wird |
| Habcheggbach         | LU181635 | links0 | 002,5000    | 0001,090   |            | bei der Talstation der Luftseilbahn Brienzer Rothorn, Sörenberg | 1224,200000       |                                                                                           |
| Schwandeggraben      | CH012519 | rechts | 001,0000    |            |            | bei Habchegg, Sörenberg                                         | 1214,400000       |                                                                                           |
| Chüebach             | LU181624 | links0 | 003,6000    | 0003,120   |            | bei Flüehütten, Sörenberg                                       | 1162,300000       |                                                                                           |
| Sältebach            | CH002808 | links0 | 002,5000    | 0000,920   |            | bei Sörenberg Platz                                             | 1159,200000       |                                                                                           |
| Lauelibach           | LU181615 | rechts | 001,6000    | 0000,760   |            | bei Schönisei, Sörenberg                                        | 1141,800000       |                                                                                           |
| Schwandgrabe         | CH002807 | links0 | 002,6000    | 0001,390   |            | beim Schulhaus, Sörenberg                                       | 1124,400000       |                                                                                           |
| Haglerengraben       | LU181613 | rechts | 001,1000    |            |            | bei Usserdorf, Sörenberg                                        | 1111,900000       | Alternativname: Haglerebach                                                               |
| Ochsenweidbach       | LU181611 | links0 | 001,8000    |            |            | bei der Ochsenweidbrücke, Sörenberg                             | 1107,800000       |                                                                                           |
| Chilewaldgrabe       | LU181610 | links0 | 001,6000    |            |            | bei der Rischlibrügg, Sörenberg                                 | 1093,500000       |                                                                                           |
| Rischligrabe         | LU293182 | links0 | 002,0000    |            |            | bei Rischli, Sörenberg                                          | 1057,100000       |                                                                                           |
| Luegbach             | LU181566 | links0 | 000,7000    |            |            | bei Lueg, Sörenberg                                             | 1056,600000       |                                                                                           |
| Südelbach            | CH002806 | links0 | 008,7000    | 0015,760   | 0000,620   | bei Hirseggbrücke, Flühli                                       | 952,200000        | Alternativname: Südelgrabe                                                                |
| Schwarzbach          | CH002805 | rechts | 003,2000    | 0002,650   |            | beim Golfplatz Flühli-Sörenberg, Flühli                         | 921,400000        | Alternativname: Gloggenmattbach                                                           |
| Vorder Schwarzenbach | LU181516 | rechts | 002,4000    |            |            | bei Kurzenhütten, Flühli                                        | 918,200000        |                                                                                           |
| Howäldlibach         | CH002799 | links0 | 003,8000    | 0005,330   | 0000,210   | bei Hinter-Thorbach, Flühli                                     | 900,500000        |                                                                                           |
| Rotbach              | CH011020 | rechts | 010,3000    | 0023,300   | 0000,930   | bei Hüttlenen, Flühli                                           | 899,600000        | Alternativname: Grönbach                                                                  |
| Hüttlenenbach        | LU181366 | rechts | 001,0000    | 0000,770   |            | bei Thorbach, Flühli                                            | 892,000000        |                                                                                           |
| Sagenbach            | LU181370 | rechts | 001,5000    |            |            | bei Dorfzentrum, Flühli                                         | 878,700000        | Alternativname: Schlundbach                                                               |
| Säuschachenbach      | LU181375 | links0 | 001,2000    | 0000,910   |            | bei Seuschachen, Flühli                                         | 871,300000        |                                                                                           |
| Matzenbächli         | LU181383 | rechts | 000,9000    |            |            | bei Matzenbach, Flühli                                          | 862,800000        |                                                                                           |
| Matzenbach           | LU181383 | rechts | 002,2000    | 0001,620   |            | bei Matzenbach, Flühli                                          | 859,400000        |                                                                                           |
| Hellschwandbach      | CH002798 | links0 | 003,9000    | 0003,710   | 0000,150   | bei Schintmoos, Flühli                                          | 844,600000        |                                                                                           |
| Rohrigmoosgraben     | LU181411 | links0 | 002,2000    | 0001,680   |            | bei Rohrigmoos, Flühli                                          | 837,000000        |                                                                                           |
| Steinibach           | CH002797 | rechts | 003,8000    | 0004,590   | 0000,180   | bei Bölimätteli, Flühli                                         | 831,100000        |                                                                                           |
| Staubbach            | CH002796 | rechts | 003,6000    | 0003,980   | 0000,150   | in die Lammschlucht, Schüpfheim                                 | 759,900000        |                                                                                           |
| Lugibach             | LU181353 | rechts | 001,9000    |            |            | bei Rinderhus, Schüpfheim                                       | 737,300000        |                                                                                           |
| Stolegraben          | LU181363 | rechts | 001,7000    |            |            | bei Schlangerain, Schüpfheim                                    | 734,700000        |                                                                                           |
| Waldemme             |          |        | 023,5000    | 0115,090   | 0004,490   | bei Badhus, Schüpfheim                                          | 727,200000        | Zusammenfluss mit der Weissemme zur Kleinen Emme                                          |

Anmerkungen zur Tabelle
1. ↑  Von der Quelle zur Mündung. Daten von Swisstopo (map.geo.admin.ch), WebGIS Obwalden (gis-daten.ch) und Geoportal Luzern (geo.lu.ch)
2. ↑  Die Daten der Waldemme zum Vergleich

## Hydrologie
Beim Zusammenfluss mit der Weissemme beträgt die modellierte mittlere Abflussmenge (MQ) der Waldemme 4,49 m³/s. Ihr Abflussregimetyp ist nival de transition, und ihre Abflussvariabilität beträgt 19.

## Gewässerschutz
Die Waldemme trägt das Label Gewässerperle PLUS, das den Fluss schützen und eine Verbesserung des natürlichen Zustands einleiten soll.

## Brücken

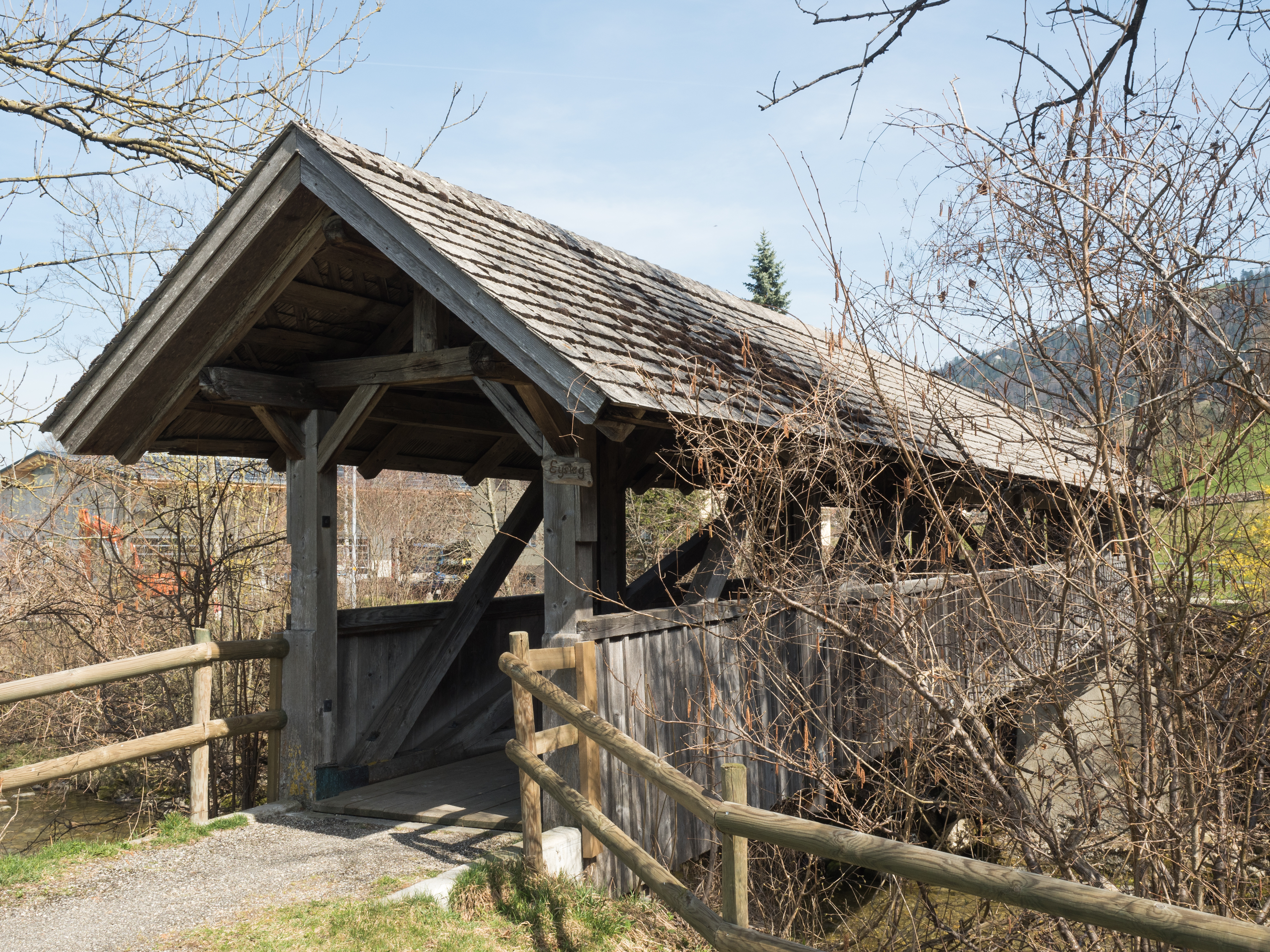
Eysteg, gedeckte Holzbrücke in Schüpfheim

Auf ihrem Weg wird die Waldemme von rund 30 Brücken überspannt, erwähnenswert sind zwei erhaltenswerte Brücken in Schüpfheim: die Lammschluchtbrücke (gebaut 1916) und der Eysteg, eine gedeckte Holzbrücke (gebaut 1869).